# HIT-5
HIT-5（ヒットファイブ）は、中華人民共和国の男性アイドルグループ。

## 概要
グループ名のHIT-5は、5 Handsome Idol Teenagersの略である。シングルHITでデビューしている。
新世代・次世代のアイドルとして2008年10月にデビューし、その成功を機に青鳥飛魚やSD五行堂そしてMIC男団などのアイドルが生まれている。時を同じくしてデビューした至上励合や2007年デビューの魏晨(ウェイ・チェン）らと共に中国のアイドル界を牽引している。
RUNNINGのミュージックビデオにはGirl's Dayのミナが出演している。

## 沿革
2008年10月20日結成。
2010年1月30日に上海で初の単独ミニコンサートを行った。
同年12月2日に韓国ソウルで開催された第12回中韓歌謡祭に少女時代、KARA、SHINeeらと出演した。　　　
2011年9月25日に中国で開催された中日韓友好音楽祭にEXILE、SUPER JUNIOR、f(x)らとともに出演した。
同年11月3日に日本の神奈川県立音楽堂で行われた第14回日中カラオケコンクール決勝大会の特別ゲストとして初来日・出演した。
2015年に解散。

## メンバー

### 段黄巍
- 担当：リードボーカル
- 英名：David
- 愛称：段公子.小脆
- 身長：184cm
- 生年月日：1989年12月8日
- 江蘇省徐州出身
- 段黄巍微博：http://weibo.com/duangongzi7
- 2014年9月 ネットで人気の双子姉妹、呛口小辣椒の姉 蔚丹と結婚

### 高宇
- 担当：ダンス
- 英名：Kido
- 愛称：高小渚C..二奶.奶爷.奶哥.奶爸.奶……
- 身長：180cm
- 生年月日：1989年2月6日
- 浙江省台州出身
- 高宇 微博：http://weibo.com/1308391574

### 董玉峰
- 担当：サブボーカル
- 英名：Yufeng
- 愛称：小乖.大葱.小峰
- 身長：183cm
- 生年月日：1989年12月2日
- 安徽省凤阳出身
- 董玉峰微博：http://weibo.com/dongyufeng

### 楊帆
- 担当：サブボーカル
- 英名：Evan
- 愛称：阿帆.帆爷.阿帆仔
- 身長：179cm
- 生年月日：1990年1月26日
- 江蘇省徐州出身
- 楊帆 微博：http://weibo.com/fanfan90126

## 元メンバー

### 郭子渝
- 担当：ラップ
- 英名：G-King
- 愛称：大叔.郭宝宝.郭老板
- 身長：179cm
- 生年月日：1988年12月9日
- 河南省鹿邑出身
- リーダー
- 郭子渝微博：http://weibo.com/gkingziyu
- 2013年7月 脱退